# The Timewriter
Жан-Франк Кошуа́ (Jean Frank Cochois), также известный как The Timewriter — немецкий музыкант, диджей и музыкальный продюсер, играющий в стиле хаус и дип-хаус. Стиль его музыки может быть охарактеризован как плотный, идейный и атмосферный, с выраженной музыкальностью и мелодичностью. В своих музыкальных полотнах он много внимания уделяет деталям, таким как вступления, проигрыши, и голосовые партии.
Жан Кошуа начал занимался музыкой в возрасте 13 лет, в школе классической музыки.
Все основные альбомы Жана были выпущены на музыкальном лейбле Plastic City (Германия). Помимо оригинальных альбомов Paintbox (2005), Soulstickers (2007), Letters from the Jester (1997) и других, им также выпускается известная серия хаус-компиляций под общим названием Deep Train.
Жан Кошуа работал с такими артистами, как Enigma, Майк Олдфилд, Yello и Faithless.